# Visalia (Califórnia)
Visalia é uma cidade localizada no estado americano da Califórnia, no condado de Tulare, do qual é sede. Foi incorporada em 27 de fevereiro de 1874.

## Geografia
De acordo com o United States Census Bureau, a cidade tem uma área de 93,94 km², onde 93,89 km² estão cobertos por terra e 0,05 km² por água.

### Localidades na vizinhança
O diagrama seguinte representa as localidades num raio de 24 km ao redor de Visalia.

## Demografia
Segundo o censo nacional de 2010, a sua população é de 124 442 habitantes e sua densidade populacional é de 1 325,44 hab/km². É a cidade mais populosa do condado de Tulare. Possui 44 205 residências, que resulta em uma densidade de 470,83 residências/km².

## Personalidades
- Robert Betts Laughlin (1950), Prémio Nobel de Física de 1998